# Schleicher ASK 21
El Schleicher ASK 21 es un planeador biplaza fabricado en Alemania por Alexander Schleicher GmbH & Co. Se caracteriza por disponer de cola en T y estar construido en fibra de vidrio. El ASK 21 está diseñado principalmente para el aprendizaje del vuelo sin motor, aunque también es válido para el entrenamiento de acrobacia aérea.

## Diseño y desarrollo
El ASK 21 fue diseñado por el ingeniero aeronáutico Rudolf Kaiser, como una mejora del ASK 13, para ofrecer un planeador biplaza moderno, que cubriese el vacío existente entre el entrenamiento inicial del vuelo sin motor y el vuelo en planeadores monoplaza. El ASK 21 fue el primer planeador biplaza fabricado en fibra de vidrio por Schleicher. El prototipo voló por primera vez el 6 de febrero de 1979 y la producción en serie comenzó el mismo año. En diciembre de 2004 voló por primera vez una versión motovelero, el ASK 21 Mi. En 2003, el tiempo de operación fue extendido a las 18 000 horas. Una versión revisada y mejorada, la ASK 21B, fue introducida en 2018.

### Construcción
Los dos asientos están en disposición tándem con controles dobles, pedales de timón y respaldos ajustables. El fuselaje consiste en un sándwich tubular, ofreciendo con ello seguridad pasiva con poco peso. El ala media cantilever de dos piezas es una construcción de fibra de vidrio de un solo larguero sin flaps, pero con frenos aéreos superiores del tipo Schempp-Hirth. Las puntas alares están curvadas hacia abajo, proporcionando patines de punta que permiten los despegues sin un auxiliar de ala (ruedines añadidos en el ASK-21 Mi). La cola en T posee un estabilizador horizontal fijo y un elevador con aleta compensadora y conectores automáticos. El tren de aterrizaje consiste en dos o tres ruedas fijas. La rueda principal descansa bajo el centro de gravedad y dispone de freno de disco operado hidráulicamente. La comprobación de la presión del neumático se ve obstaculizada por la necesidad de retirar el carenado de la rueda. La unidad de cola tiene un patín de goma o una rueda de cola convencional.

### Características de vuelo
El grueso perfil alar le da buenas características a baja velocidad (la velocidad de pérdida nominal es de aproximadamente de 65 km/h). Las características de vuelo son dóciles; su entrada en pérdida es amable, con amplio aviso de vibración, y es fácilmente recuperable. El morro no cae de forma notoria, pero el variómetro indica un alto régimen de descenso y la vibración continúa hasta que se libera la contrapresión y se inicia la recuperación de la pérdida. 
El planeador tiene una pequeña tendencia a entrar en barrena. Para poder hacer que la entrada en barrena se entrene o se exhiba, está disponible un equipo de barrenas realizado por el fabricante. Consiste en discos de lastre aplicados en la cola para cambiar el centro de gravedad, según el peso de la tripulación. Con este dispositivo, cuando el ASK 21 reduce hasta la velocidad de pérdida con acciones de timón, baja un ala y comienza a rotar. La recuperación es estándar, utilizando alerones neutralizados, timón contrario a tope hasta que la rotación se detiene y luego, centrando el timón, relajando la contrapresión para romper la pérdida, y después tirando suavemente de la palanca para salir del picado.
Cuando se entra en una barrena lateral, que no es infrecuente como técnica de gestión de energía, el timón puede centrarse aerodinámicamente, requiriendo una acción del piloto con los pedales del timón para devolverlo a neutro.

## Variantes
ASK-21
Variante inicial de producción.
ASK 21 Mi
Versión con motor rotatorio IAE R50-AA retráctil con hélice de paso fijo, montado detrás del ala.
Vanguard TX.1
ASK 21 adquirido por el Ministerio de Defensa del Reino Unido para usarlo en organizaciones de los Air Cadet.
ASK 21B
Versión mejorada del ASK 21 original. Nuevas características: conexiones del control automático, lastre interno para barrenas, cubierta revisada, alerones más efectivos.
TG-9A
Designación dada a los ASK 21 usados por la USAFA.

## Operadores

### Militares

#### Actuales
Australia
- Real Fuerza Aérea Australiana

 Portugal
- Fuerza Aérea Portuguesa

#### Antiguos
Estados Unidos
- Fuerza Aérea de los Estados Unidos

 Reino Unido
- Real Fuerza Aérea: Vanguard TX.1

### Civiles
Estados Unidos
- Mid Atlantic Soaring Association: 2[3]

 Reino Unido
- Yorkshire Gliding Club: 2

## Especificaciones (ASK 21)
Referencia datos: Jane's All the World's Aircraft 1988-89

### Características generales
- Tripulación: Uno (piloto)
- Capacidad: Un pasajero
- Longitud: 8,4 m (27,4 ft)
- Envergadura: 17 m (55,8 ft)
- Altura: 1,6 m (5,1 ft)
- Superficie alar: 18 m² (193,2 ft²)
- Perfil alar: FX S02-196/FX 60-126
- Peso vacío: 360 kg (793,4 lb)
- Peso máximo al despegue: 600 kg (1322,4 lb)
- Alargamiento: 16:1

### Rendimiento
- Velocidad nunca excedida (Vne): 280 km/h (174 MPH; 151 kt)
- Velocidad de entrada en pérdida (Vs): 65 km/h (40 MPH; 35 kt)
- Carga alar: 33,4 kg/m² (6,8 lb/ft²)
- Límites g: +6,5 -4 a 180 km/h
- Tasa máxima de planeo: 34 a 90 km/h
- Régimen de descenso: 0,64 m/s (126 pies/min) a 67 km/h

## Aeronaves relacionadas

### Aeronaves similares
- Grob G103a Twin II
- Schleicher ASK 23
- PZL Bielsko SZD-50 Puchacz
- Allstar SZD-54 Perkoz
- ZS Jezow PW-6U
- LET L-13 Blanik

### Secuencias de designación
- Secuencia ASK _ (interna de Schleicher): ASK 21 - ASK 23
- Secuencia TG-_ (Planeadores estadounidenses, 1962-presente): ← TG-6 - TG-7 - RG-8 - TG-9 - TG-10 - TG-11 - TG-12 →